# Gioachino Rossini
Gioachino Rossini - de fapt Giovacchino Antonio Rossini (n. 29 februarie 1792, Pisaurum, Statele Papale – d. 13 noiembrie 1868, Paris, Île-de-France, Franța) a fost un compozitor de operă din Italia.

## Biografie
Gioacchino Rossini, adică Giovacchino Antonio Rossini, a fost unul dintre cei mai aclamați și mai populari compozitori, bucurându-se de o faimă rar întâlnită în timpul vieții sale. Aceasta se datorează frumuseții melodiilor, strălucitoarelor și optimistelor arii, pline de vervă și ironie, care se află din abundență în creația sa. Întrucât tatăl său cânta mereu în fanfara municipală, micul Gioacchino a fost antrenat de la o vârsta fragedă în aceasta. Cât despre mama sa, el însuși spunea mai târziu că nu cunoștea notele, ci se conducea numai după ureche. Întrucât părinții lui erau mereu plecați în turnee de provincie, el a fost lăsat în grija unei bunici și dat în ucenicie la un potcovar. În plus, doi canonici, frații Malerbi, i-au dat primele lecții de cânt și de bucătărie. Însă, ceea ce este mult mai importat, în biblioteca acestora, la care copilul are acces neîngrădit, se găseau mai multe partituri de Haydn și de Mozart, de care el a profitat.
După ce familia sa s-a mutat la Bologna, a început să studieze serios și sistematic muzica. A continuat să apară pe scenă, când i se ivea ocazia, dar, ceea ce este cel mai important, a început să compună. De la vârsta de 15 ani datează cele „Șase sonate á quatre” (pentru coarde), debordând de fantezie, de spirit, dar ancorate puternic în tehnica de construcție pe care a deprins-o din compozițiile lui Haydn și Mozart.
Primele sale încercări în compoziție sunt lucrări religioase și muzică de cameră. O primă operă, „Demetrio e Polutio”, începută acum, va fi terminată abia în 1812. Nu și-a încheiat studiul contrapunctului și al fugii, deoarece a primit o comandă de la „Teatro San Mosè” din Veneția pentru o farsă muzicală, „La Cambiale di Matrimonio” („Polița căsătoriei”).
Stilul „rossinian” se conturează de la început, de la vârsta de 18 ani. El compune cu ușurință lucrări diverse. Astfel, într-un interval de aproximativ 17 ani, el va oferi publicului 40 de opere, din care aproape jumătate s-au menținut în repertoriu. Aceeași uvertură va servi la „Aureliano in Palmira” (1813), apoi la „Elisabeta, regina Angliei” (1815), înainte de a ajunge la celebritatea universala cu „Il Barbiere di Siviglia” (Bărbierul din Sevilla), în 1816. Mai mult, poate crea uimire ascultarea a două personaje atât de diferite ca regina Elisabeta și tânăra Rosina exprimând, una, bucuria triumfătoare, alta, răutatea sa amoroasă, în aceeași cavatină („Una voce poco fa”, din Bărbierul din Sevilla). De fapt, este fapt recunoscut că descrierea caracterelor nu este punctul forte al talentului lui Rossini.
Fie drame lirice, fie opere comice, lucrările sunt antrenate de același elan care se găsește în accelerarea ritmică și în crescendo-urile atât de tipice. Totul și toată lumea pare întotdeauna că aleargă în aceste lucrări, compuse în pripă, cam neglijent. Spectatorul nu are timp pentru a se plictisi, ariile fiind vii, cu pasaje de umplutură ce inspiră multă veselie și tinerețe.
Viziunea lui Rossini asupra noii opere italiene este în consonanță cu întregul său comportament din prima jumătate a vieții sale. Muzician tânăr și fecund, el nu este un exponent al facilității și rutinei. Dimpotrivă, el arată foarte repede cât de capabil este de a fi novator. Uneori, el pare să justifice porecla pe care i-a dat-o unul dintre contemporanii lui italieni, „Il Tedeschino”, adică „Micul german”. Acest pseudo-reproș reflectă atenția sporită pe care Rossini a dat-o studierii partiturilor lui Joseph Haydn și Wolfgang Amadeus Mozart.
Oricare ar fi subiectele, drame sumbre medievale ori glume moderne, arta lui Rossini rămâne mereu marcată de primatul absolut a ceea ce italienii numesc „vocalitá”, ceea ce este întrebuințarea vocii ca transmițătoare a emoției.
Activitatea de compozitor ocupă doar prima parte a vieții sale. Ea este marcată de o suită de succese care îl conduc din Italia de Nord, la Napoli, unde se căsătorește cu o cântăreață celebră, Isabella Colbran, apoi în străinătate: la Viena, unde se întâlnește cu Beethoven, la Londra și, în fine, la Paris, unde se stabilește, în 1824, ca director al teatrului italian. Lucrările sale din acești ani, atât de apreciate sunt: „Scara de mătase” (1812), „Tancred” și „Italianca în Alger” (1813), „Turcul în Italia” (1814), „Elisabeta, regina Angliei” (1815), apoi, în 1816, Bărbierul din Sevilla și „Otello”; "„Cenușăreasa” (1817), „Moise în Egipt” (1818), „La Donna del Lago” (1819), „Semiramida” (1823), care este ultima dintre marile opere compuse pentru scenele italiene. La Paris, va realiza încă o opera-buffa în limba italiană, apoi va scrie în franceză, „Siége de Corinthe”. Ultimele două opere, o farsă, „Contele Ory” (1828), și o dramă istorică, „Wilhelm Tell”, (1829) sunt compuse direct de pe librete franceze.
Ultima sa compoziție, în care se simt totuși câteva slăbiciuni, îi aduce propuneri materiale seducătoare, dar care nu se vor împlini. Bolnav, epuizat psihic și moral, rătăcește prin orașele Italiei; în 1855 revine la Paris unde va rămâne până la moarte și unde ține un salon prin care trec artiști, muzicieni, scriitori. Chiar și Richard Wagner este primit aici. În toți acești ani a compus foarte puțin: un „Stabat Mater” (1842), o mică „Missa solemnis”, câteva cântece pentru voce și pian.
Moare la 13 noiembrie 1868 la Passy (azi un cartier al Parisului), în urma unei operații abdominale, fiind îngropat inițial în cimitirul Père-Lachaise din Paris, iar în 1887 a fost mutat în bazilica „Santa Croce” din Florența (Italia).
Alături de Vincenzo Bellini și Gaetano Donizetti, Rossini a fost unul din compozitorii de frunte ai operei bel canto.

## Galerie de imagini

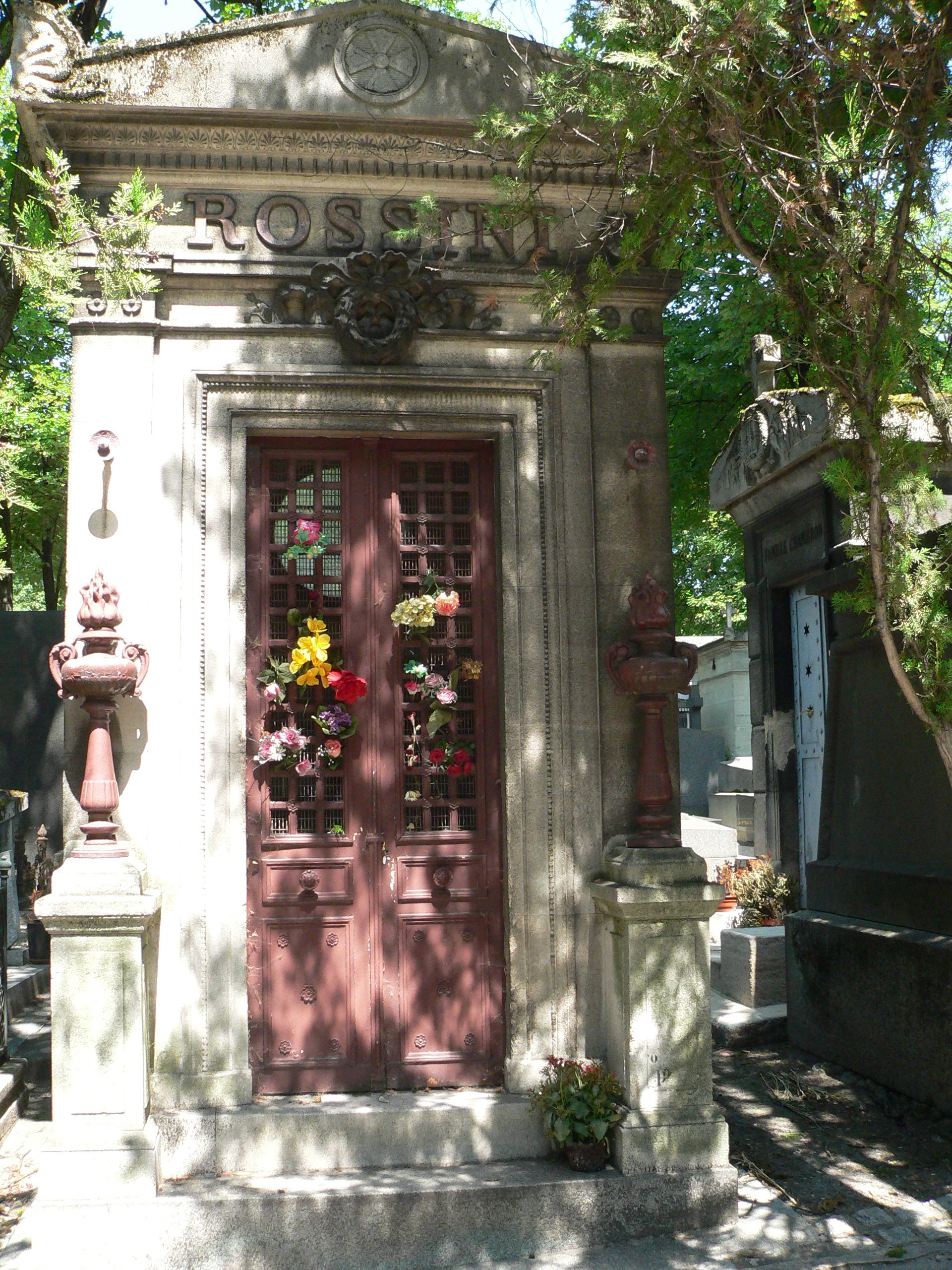
Mormântul inițial al lui Gioachino Rossini din cimitirul parizian Père-Lachaise
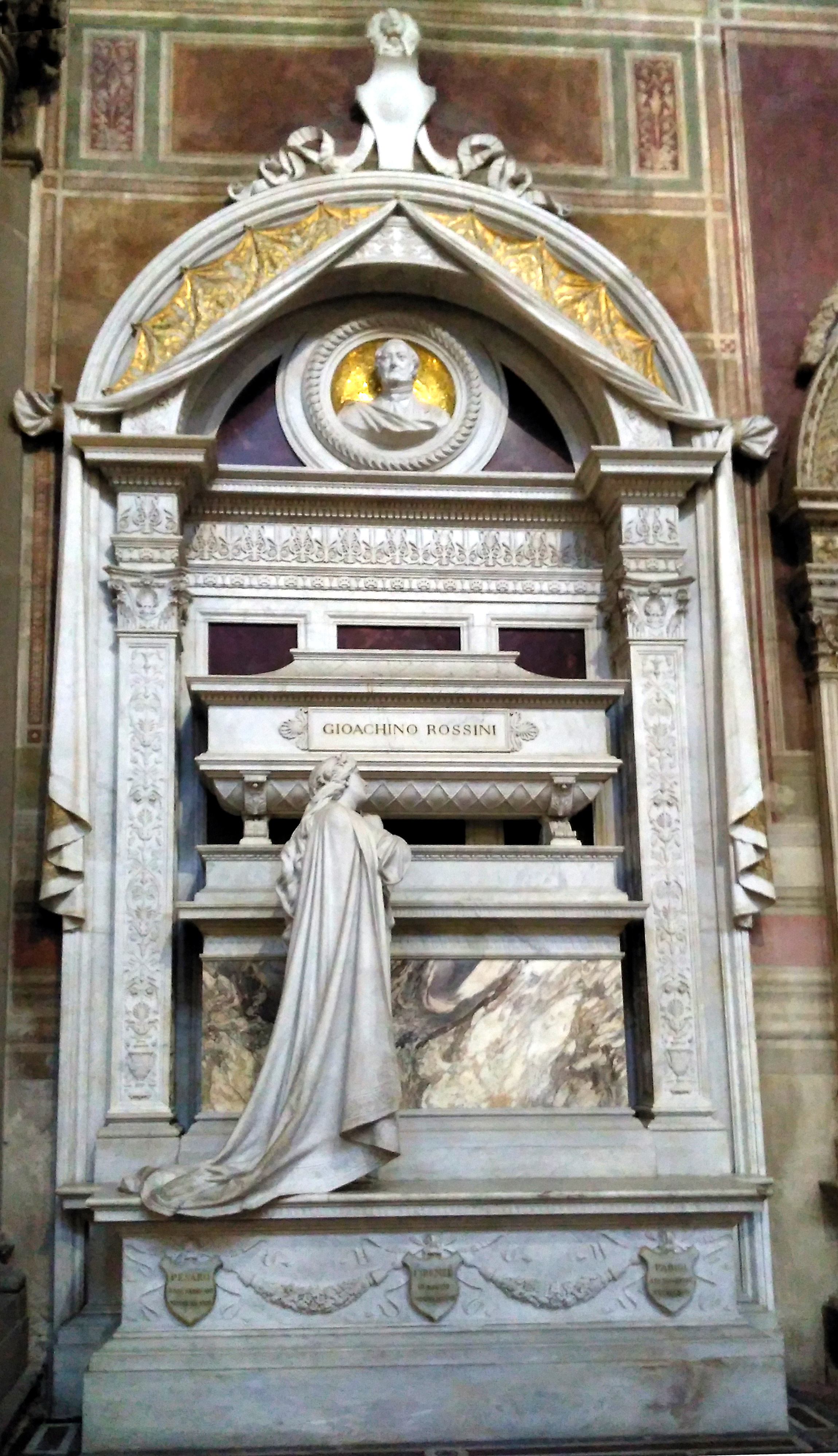
Mormântul lui Gioachino Rossini din bazilica „Santa Croce” din Florența (Italia)